# Robin Dutt
Robin Dutt (ur. 24 stycznia 1965 w Kolonii) – niemiecki trener piłkarski pochodzenia indyjskiego. W przeszłości także piłkarz.

## Kariera piłkarska
Dutt jest synem Niemki i Hindusa. W trakcie kariery grał w amatorskich zespołach SVGG Hirschlanden, TSV Korntal, TSV Münchingen, ponownie w TSV Korntal, FV Zuffenhausen, SKV Rutesheim oraz TSG Leonberg.

## Kariera trenerska
Dutt karierę rozpoczynał w 1995 roku jako grający trener zespołu TSG Leonberg. W 1999 roku został szkoleniowcem rezerw TSF Ditzingen, a w 2000 roku objął stanowisko trenera jego pierwszej drużyny. Następnie pracował w rezerwach Stuttgarter Kickers, a od 2003 roku także w jego pierwszym zespole, grającym w Regionallidze Süd. Spędził tam cztery lata.
W 2007 roku Dutt został szkoleniowcem drugoligowego klubu SC Freiburg. W 2009 roku awansował z nim do Bundesligi. Jako trener w lidze tej zadebiutował 9 sierpnia 2009 roku w zremisowanym 1:1 spotkaniu z Hamburgerem SV. We Freiburgu Dutt pracował do końca sezonu 2010/2011.
Następnie odszedł do Bayeru 04 Leverkusen, także występującego w Bundeslidze. Trenował go do marca 2012 roku. W sierpniu 2012 roku zastąpił Matthiasa Sammera na stanowisku dyrektora sportowego Niemieckiego Związku Piłki Nożnej.